# Museu de natura i història del Gobi
El Museu de natura i història del Gobi (mongol: Говийн байгаль, түүхийн музей) és un museu de Dalanzadgad, província d'Ömnögovi, Mongòlia.

## Història
El museu es va inaugurar el 18 de maig de 2022.

## Exposicions

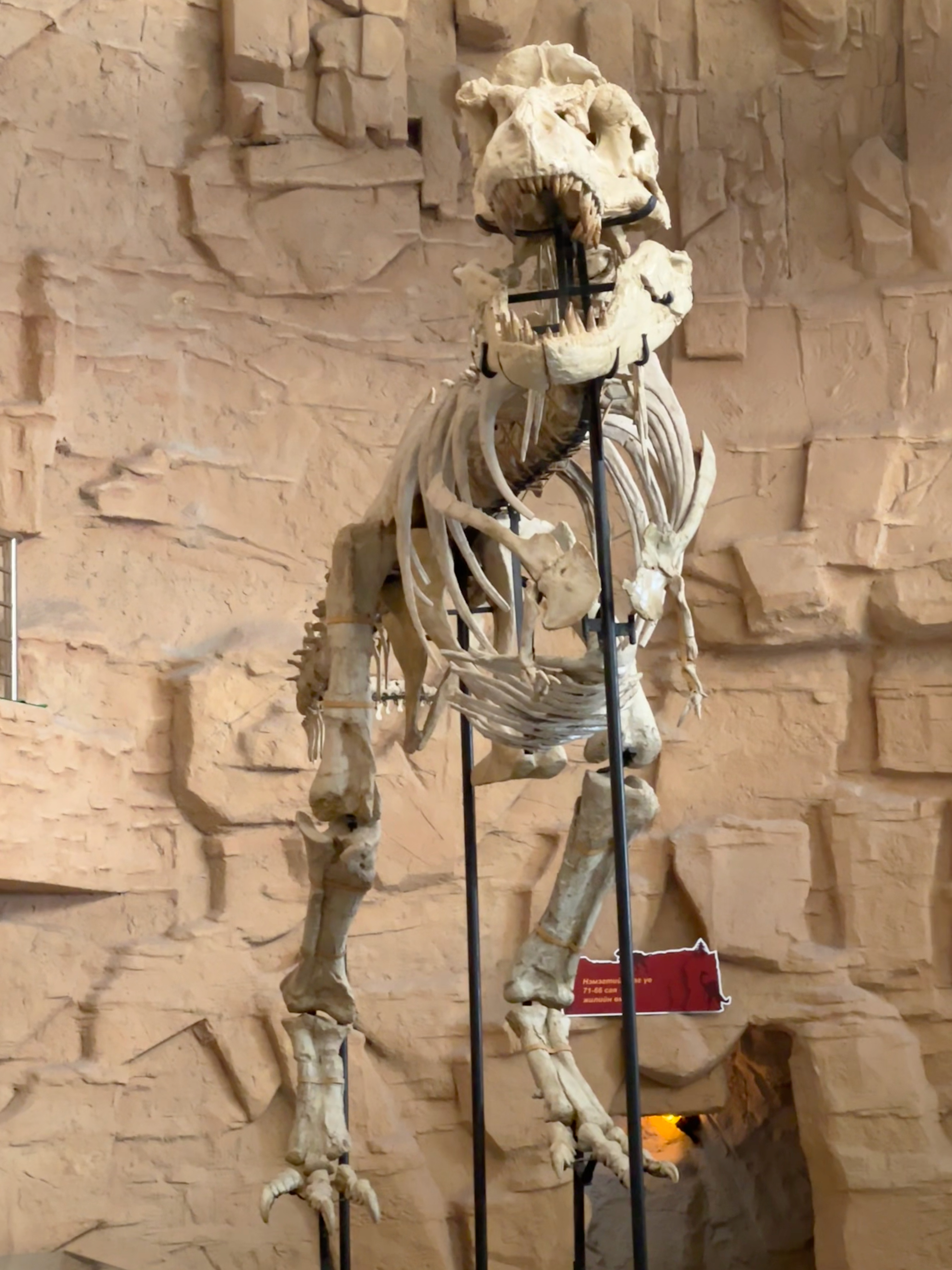
Tarbosaure al Museu de natura i història del Gobi

El museu acull més de 4.000 peces. Les col·leccions van des de rastres de la civilització humana de la zona, relíquies, fòssils i obres de diversos artesans.

## Finances
El museu es va construir amb un cost de 10.900 milions de MNT. El fons varen provenir de la Fundació Oyu per al Desenvolupament del Gobi d'Oyu Tolgoi LLC.